# Halima Rafat
Halima Rafat, var en afghansk kvinnorättsaktivist.
Hon blev 1932 en av de första kvinnorna i Afghanistan med formell examen och yrkesutbildning, då hon blev färdigutbildad sjuksköterska sedan hon tagit examen från en av de första flickskolorna i landet. Hon blev sedan en av landets första yrkeskvinnor. Det rådde fortfarande könssegregering vid denna tid och hon hade svårt att verka. Hon var främst aktiv inom administrationsarbete. Hon var från 1946 verksam inom Women's Welfare Association, där hon blev en av de ledande figurerna, och deltog i flera internationella kongresser. 